# Alocasia melo
Alocasia melo là một loài thực vật có hoa trong họ Ráy (Araceae). Loài này được A.Hay, P.C.Boyce & K.M.Wong mô tả khoa học đầu tiên năm 1997.